# Allsvenskan de 2013
Allsvenskan 2013 foi a principal divisão do Campeonato Sueco de Futebol em 2013. 

Foi a 89ª edição deste torneio de futebol, tendo sido disputada por 16 clubes, entre os meses de março e novembro. Os novos participantes desta temporada – promovidos da Superettan 2012 - foram o Östers IF, IF Brommapojkarna e o Halmstads BK. 
O campeão desta temporada foi o Malmö FF que conquistou o seu 17º título nacional  e se classificou para a Liga dos Campeões da UEFA. Os despromovidos à Superettan no fim desta época foram o Östers IF e o Syrianska FC.

## Campeão
| Allsvenskan 2013              |
| Sweden                        |
| ----------------------------- |
| Malmö FF Campeão (20º título) |

## Participantes
Em 2012 o Östers IF e o IF Brommapojkarna subiram da Superettan para a Allsvenskan substituindo os rebaixados Örebro SK e GAIS. Depois da última rodada da Allsvenskan e da Superettan o antepenúltimo da primeira divisão enfrentou o terceiro da segunda divisão em um play-off, sendo estes GIF Sundsvall e Halmstads BK respectivamente. O primeiro jogo teve um empate de 1-1 , já o segundo teve uma virada do Halmstads BK que venceu de 2-1 e conseguiu o acesso à primeira divisão.
Sendo assim, esse são os times que participaram do Campeonato Sueco de Futebol de 2013:
| Clube             | Cidade      | Estádio               | Capacidade |
| ----------------- | ----------- | --------------------- | ---------- |
| AIK               | Solna       | Friends Arena         | 50 000     |
| BK Häcken         | Gotemburgo  | Rambergsvallen        | 6 000      |
| Djurgårdens IF    | Estocolmo   | Tele 2 Arena          | 30 000     |
| Gefle IF          | Gevália     | Strömvallen           | 6 711      |
| Halmstads BK      | Halmostádio | Örjans Vall           | 15 500     |
| Helsingborgs IF   | Helsingborg | Olympia               | 16 500     |
| IF Brommapojkarna | Estocolmo   | Grimsta IP            | 8 000      |
| IF Elfsborg       | Borås       | Arena de Borås        | 16 899     |
| IFK Göteborg      | Gotemburgo  | Gamla Ullevi          | 18 416     |
| IFK Norrköping    | Norrköping  | Nya Parken            | 17 234     |
| Kalmar FF         | Kalmar      | Guldfågeln Arena      | 12 000     |
| Malmö FF          | Malmö       | Estádio Swedbank      | 24 000     |
| Mjällby AIF       | Mjällby     | Strandvallen          | 7 000      |
| Syrianska FC      | Södertälje  | Estádio de Södertälje | 6 400      |
| Åtvidabergs FF    | Åtvidaberg  | Kopparvallen          | 8 300      |
| Östers IF         | Växjö       | Myresjöhus Arena      | 12 000     |

## Classificação da Liga
| Pos. | Time              | J  | V  | E  | D  | GF | GS | SG  | Pts. | Qualificação e Rebaixamento                                |
| ---- | ----------------- | -- | -- | -- | -- | -- | -- | --- | ---- | ---------------------------------------------------------- |
| 1    | Malmö FF          | 30 | 19 | 6  | 5  | 56 | 30 | +26 | 63   | Liga dos Campeões da UEFA de 2014–15 - 2º Pré-Eliminatória |
| 2    | AIK               | 30 | 17 | 7  | 6  | 54 | 32 | +22 | 58   | Liga Europa da UEFA de 2014–15 - 2º Pré-Eliminatória       |
| 3    | IFK Göteborg      | 30 | 16 | 6  | 8  | 49 | 31 | +18 | 54   | Liga Europa da UEFA de 2014–15 - 1º Pré-Eliminatória       |
| 4    | Kalmar FF         | 30 | 14 | 10 | 6  | 35 | 26 | +9  | 52   |                                                            |
| 5    | Helsingborgs IF   | 30 | 14 | 7  | 9  | 61 | 41 | +20 | 49   |                                                            |
| 6    | IF Elfsborg       | 30 | 12 | 10 | 8  | 49 | 34 | +15 | 46   |                                                            |
| 7    | Djurgårdens IF    | 30 | 12 | 8  | 10 | 38 | 44 | -6  | 44   |                                                            |
| 8    | Åtvidabergs FF    | 30 | 11 | 7  | 12 | 37 | 37 | 0   | 40   |                                                            |
| 9    | IFK Norrköping    | 30 | 11 | 6  | 13 | 45 | 47 | -2  | 39   |                                                            |
| 10   | BK Häcken         | 30 | 10 | 7  | 13 | 37 | 41 | -4  | 37   |                                                            |
| 11   | Mjällby AIF       | 30 | 10 | 6  | 14 | 46 | 47 | -1  | 36   |                                                            |
| 12   | Gefle IF          | 30 | 7  | 13 | 10 | 34 | 42 | -8  | 34   |                                                            |
| 13   | IF Brommapojkarna | 30 | 8  | 8  | 14 | 33 | 54 | -21 | 32   |                                                            |
| 14   | Halmstads BK      | 30 | 7  | 10 | 13 | 32 | 46 | -14 | 31   | Play-off de Rebaixamento                                   |
| 15   | Östers IF         | 30 | 6  | 10 | 14 | 27 | 43 | -16 | 28   | Rebaixamento para a Superettan 2014                        |
| 16   | Syrianska FC      | 30 | 3  | 5  | 22 | 26 | 63 | -37 | 14   | Rebaixamento para a Superettan 2014                        |

## Premiação
| Allsvenskan de 2013           |
| ----------------------------- |
| Malmö FF Campeão (17º título) |